# Italische Florfliege
Die Italische Florfliege (Italochrysa italica) ist ein Netzflügler aus der Familie der Florfliegen (Chrysopidae). Dieser größte Vertreter der Familie kommt hauptsächlich in Südeuropa vor. Innerhalb der deutschsprachigen Länder findet man die Art nur in der Schweiz. Die Brust ist gelbbraun mit einem rotbraunen Seitenstreifen.

## Körperbau
Italochrysa italica gehört in die Unterfamilie Chrysopinae. Die Arten dieser Unterfamilie besitzen ein Hörorgan an der Basis der Vorderflügel. Über eine bei den Chrysopinae undeutlich entwickelte kleine Borste am Hinterflügel (Frenulum) sind Vorder- und Hinterflügel miteinander verhakt. Vorder- und Hinterflügel sind ähnlich gebaut und reich geadert. Der Vorderrand der Flügel wird durch die Längsader Costa gebildet. Die beiden folgenden Längsadern, Subcosta und Radius, verlaufen mit kleinem Abstand parallel zueinander (Abb. 2, ocker und braun). Das Kostalfeld (in Abb. 2 am oberen Flügelrand) wird durch viele Queradern, die ungegabelt sind, unterteilt. Eine Längsader, die hintere Mediane, spaltet sich in zwei Adern auf; die beiden Äste vereinen sich jedoch kurz nach der Gabelung wieder. Die Intermedianzelle des Vorderflügels, der Bereich, der von den beiden Ästen umschlossen wird (in Abb. 2 dunkelblau), ist bei Nothochrysa italica trapezförmig. Nach Vereinigung der beiden Medianäste setzt sich die jetzt Pseudomedia genannte Ader fort (Abb. 2 hellblau). Die Pseudomedia verläuft geradlinig bis zur äußeren Zickzackader (Gradatenreihe, in Abb. 2 pink) und endet nicht schon bei der inneren Gradatenreihe (in Abb. 2 grün).

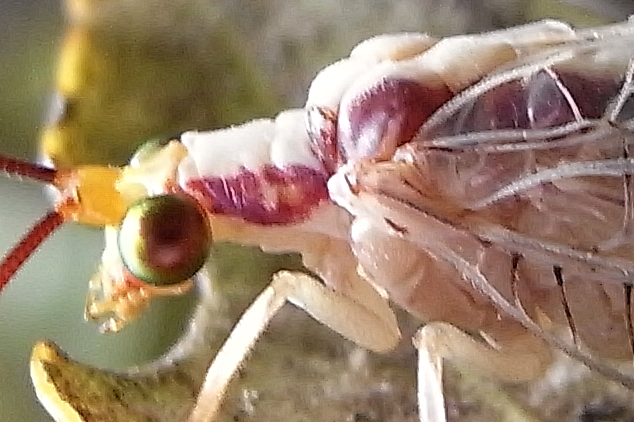
Abb. 1: Kopf und Brust von Italochrysa italica

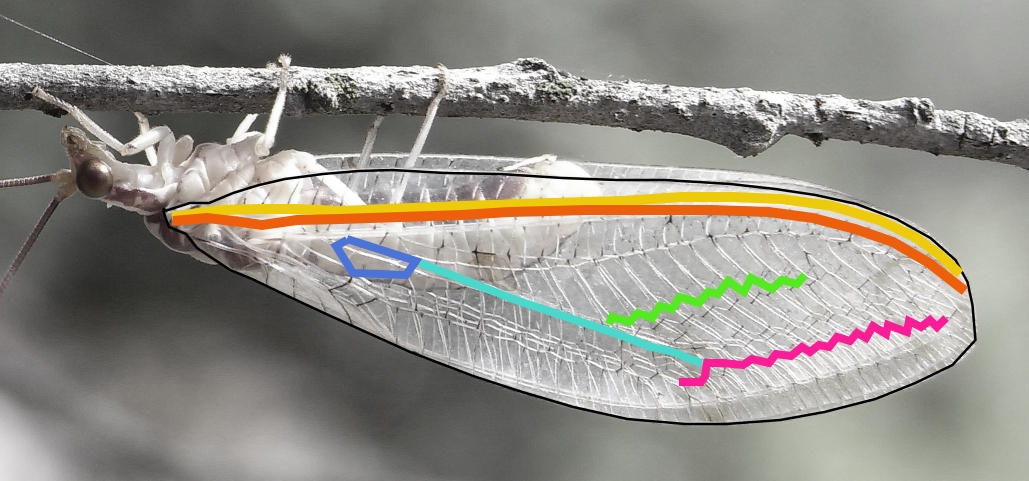
Abb. 2: Wichtige Bezeichnungen am Vorderflügel
Vorderflügel schwarz umrandet, Vorderrand oben
ocker: Subcosta; braun: Radius
dunkelblau: Intermedianzelle; hellblau: Pseudomedia
grün: Innere Gradatenreihe;
pink: äußere Gradatenreihe

Der Kopf trägt wie bei allen Arten der Familie zwei vorstehende Komplexaugen, die metallisch golden glänzen. Ocellen fehlen. Die vielgliedrigen Fühler sind fadenförmig und überragen das Hinterleibsende. Die Mundwerkzeuge zeigen nach unten und sind vom beißenden Typ. Die Mandibeln sind kräftig.
Die Fleckung an Kopf und Pronotum variiert erheblich, definiert jedoch keine geografischen Rassen. Die Beine tragen fünfgliedrige Tarsen, die gleich gebaut (homonom) sind. Die Krallen sind an der Basis verbreitert. Die Flügel überragen mit einer Länge von 22 bis 25 Millimetern den Hinterleib bei weitem. Sie sind durchsichtig und farblos.

## Larven
Die Larven haben sechs ausgebildete Beine und leben räuberisch. Der Kopf ist nach vorn gestreckt und trägt lange spitze Kiefer. Die Antennen sind fadenförmig und länger als die Kiefer. Auf jeder Kopfseite befinden sich sechs Ocellen. Vermutlich existieren drei Larvenstadien.

## Lebensweise
Die Art entwickelt sich vermutlich ausschließlich in den Baumnestern der Ameise Crematogaster scutellaris. Sie ernähren sich von Ameiseneiern -larven und -puppen. Pro Jahr wird eine Generation ausgebildet, wobei die Überwinterung im Larvenstadium erfolgt. Die Eier werden von Schlupfwespen der Gattung Trichogramma parasitiert.

## Vorkommen und Verbreitung
Die Art wird lediglich zerstreut gefunden, gelegentlich kommt es jedoch zu Massenvermehrungen. Trockenwarme Kleinareale werden bevorzugt bewohnt. Innerhalb Europas ist die Art in Südeuropa und Teilen Osteuropas beheimatet. In Asien findet man sie in Anatolien, dem Irak, Libanon und Israel. Die Vorkommen liegen von Meereshöhe bis in Höhen von 1000 Metern.